# 立木村
立木村（たちきむら）は福島県伊達郡にあった村。現在の福島市立子山・飯野町青木にあたる。

## 地理
- 河川：阿武隈川

## 歴史
- 1889年（明治22年）4月1日 - 町村制の施行により、立子山村、青木村の区域をもって発足。
- 1893年（明治26年）2月3日 - 大字立子山が立子山村、大字青木が青木村となる。同日立木村廃止。
- 1955年（昭和30年）
  - 1月2日 - 青木村が飯野町・大久保村・明治村と合併し、改めて飯野町が発足。
  - 7月10日 - 立子山村が福島市に編入。
- 2008年（平成20年）7月1日 - 飯野町が福島市に編入。旧村域の全域が福島市となる。